# Mark Herman
Mark Herman (ur. 1954) – angielski reżyser i scenarzysta.

## Filmografia

### scenarzysta
- 1987: Unusual Ground Floor Conversion
- 1992: Weneckie Qui Pro
- 2003: Miasto nadziei
- 2008: Chłopiec w pasiastej piżamie

### reżyser
- 1987: Unusual Ground Floor Conversion
- 1992: Weneckie Qui Pro
- 2000: Miodzio
- 2008: Chłopiec w pasiastej piżamie

## Nagrody i nominacje
Został uhonorowany nagrodą Cezara, a także otrzymał nominację do nagrody Złotego Żuka, nagrody Satelity, nagrody IFTA, dwukrotnie do nagrody Goya, dwukrotnie do nagrody BIFA i czterokrotnie do nagrody BAFTA.